# Hundested Skanse
Hundested Skanse opførtes i 1809 i forbindelse med Englandskrigene 1807-1814. Sammen med Skansehage i Rørvig skulle anlægget beskytte indsejlingen til Isefjorden. Anlægget ligger i Hundested i Halsnæs Kommune og er både fredet som fortidsminde og underlagt en naturfredning for at sikre almenheden adgang til terrænet..
Skansen havde i 1809 otte kanoner og to morterer. I dag står kun fire kanoner tilbage, og dele af voldanlægget er styrtet i havet.
Skansen betjentes af Kystmilitsen. Disse var mænd, der ikke gjorde militærtjeneste, og de skulle kun afvise eller forsinke angreb, indtil regulære styrker kunne nå frem. Militsens bevæbning måtte de selv fremskaffe, og bestod derfor - ud over kanonerne - fx af høtyve og leer. Militsen trænede hver søndag efter gudstjeneste.
Skansen ligger i den nordlige udkant af Hundested. Ud mod havet ligger skansen på toppen af en høj skrænt, der er under stadig nedbrydning, og kystlinjen er i dag meget tæt på skansen.